# Lars Fredrik Svanberg
Lars Fredrik Svanberg (født 13. maj 1805 i Stockholm, død 16. juli 1878 i Uppsala) var en svensk kemiker, søn af Jöns Svanberg.
1833—40 var Svanberg løjtnant ved det mekaniske korps ved den svenske flåde, fra 1839 lærer i kemi og fysik ved Krigsakademiet på Karlberg, 1839 blev han medlem af Vetenskapsakademien og 1850 dettes kemiker (fra 1852 med titel af professor). 1853-74 var han professor i kemi ved universitetet i Uppsala. Svanberg har blandt andet bestemt kvælstoffets og jernets atomvægt, udført arbejder over amerikanske platinmalme og over molybdæn, undersøgt forskellige mineraler
og arbejdet med furfurin og andre organiske stoffer.